# Thomas Silberberger
Thomas Silberberger (* 3. Juni 1973 in Innsbruck) ist ein ehemaliger österreichischer Fußballspieler und aktueller -trainer. Zurzeit trainiert er den österreichischen Zweitligisten Admira Wacker.

## Karriere

### Karriere als Spieler
Thomas Silberberger begann seine Karriere im Nachwuchs des SV Wörgl. Im Winter der Saison 1992/93 wechselte er zum FC Wacker Innsbruck, bei der er in der U-21-Mannschaft spielte, für die Kampfmannschaft war er zu jung. Erst im Herbst 1993 schaffte er es in die Kampfmannschaft des FC Tirol Innsbruck, der die Bundeslizenz von FC Wacker Innsbruck übernommen hatte. Über die Stationen SC Kundl und GAK kehrte er 1997 zu Wörgl zurück, mit denen er 1998 den Meistertitel in der Regionalliga West und den Aufstieg in die 1. Division feiern konnte. Thomas Silberberger blieb, abgesehen von der 2000/01, wo er für den SV Austria Salzburg spielte, bis zum Lizenzentzug 2004/05 bei seinem Heimatverein. Nach der Strafversetzung der Wörgler in die Tiroler Landesliga schloss er sich dem FC Kufstein an, wo er seine aktive Karriere 2007 beendete. Zeitweise fungierte er weiterhin als Spielertrainer. 2000 wurde er von den Trainern und Präsidenten zum Spieler des Jahres der 1. Division gewählt. Im selben Jahr gewann er den Bruno (VdF Gewerkschaft der Fußballer) für den besten Spieler der 1. Division.

### Karriere als Trainer
Ab dem Frühjahr 2007 war er Co-Trainer des FC Kufstein. Zur Saison 2007/08 wurde er Trainer des Vereins. In dieser Saison gelang ihm mit dem 2. Platz auch seine beste Platzierung in der Liga. 2010, 2012 und 2013 gewann er mit der Mannschaft den Tiroler Cup. Zur Saison 2013/14 wurde er Trainer der WSG Wattens (seit 2019 WSG Tirol). Er konnte mit den Wattenern 2014 mit einem 5:1-Erfolg gegen den FC Kitzbühel den Tiroler Cup gewinnen. 2014 und 2015 belegte er jeweils den 2. Platz in der Regionalliga West. In der Saison 2015/16 konnte man schließlich Erster werden und in die Erste Liga aufsteigen.
In der Saison 2018/19 führte Silberberger die Wattener zum Meistertitel in der 2. Liga und stieg mit dem Verein in die Bundesliga auf. In dieser hielt er die WSG fünf Spielzeiten lang. Nach der Saison 2023/24 tritt er nach elf Jahren als WSG-Trainer von seinem Amt zurück.
Zur Saison 2024/25 übernahm er im Anschluss den Zweitligisten Admira Wacker, bei dem er Thomas Pratl ersetzte.

## Erfolge

### Erfolge als Spieler
- Meister Landesliga West 1990 mit dem SV Wörgl
- Meister Tiroler Liga 1991 mit dem SV Wörgl
- Tiroler Cupsieger 1997 mit dem SV Wörgl
- Meister Regionalliga West mit dem SV Wörgl 1998
- Spieler des Jahres der Ersten Division 2000

### Erfolge als Trainer
mit dem FC Kufstein:
- 3× Sieg im TFV-Cup: 2010, 2012, 2013

mit der WSG Wattens:
- 2× Sieg im TFV-Cup: 2014, 2016
- 1× Meister Regionalliga West 2016
- 1× Meister 2. Bundesliga 2019
- Trainer des Jahres – Kategorie 2. Liga 2019[3]